# Velika moa
Velika moa (lat. Dinornis giganteus) je izumrla vrsta ptice neletačice iz porodice moa. 
Član je reda nojevki. Nojevke su ptice neletačice s prsnom kosti bez rtenjače. Imaju karakteristično nepce.  Podrijetlo ovih ptica postaje sve jasnije, pa mnogi shvaćaju da su preci ovih ptica mogli letjeti i odletjele su u južne krajeve, gdje su se udomaćile.
Živjela je na Južnom otoku na Novom Zelandu. Stanište su joj bile nizine (šume, travnjaci, grmovi).
Bila je visoka do 4 m, a teška oko 250 kg. Nestala je prije dolaska ljudi na otok.
- lubanja
- Usporedba kivija, noja, i velike moe, zajedno s jajima.

## Vanjske poveznice
|  | Zajednički poslužitelj ima još gradiva o temi Dinornis robustus |
|  | Wikivrste imaju podatke o taksonu Dinornis robustus             |